# Paistunturit
Paistunturit är en bergskedja i Finland. Den ligger i Utsjoki kommun i landskapet Lappland, i den norra delen av landet, 1 100 km norr om huvudstaden Helsingfors. Bergskedjan har gett namn åt Paistunturiområdet, ett av Finlands ödemarksområden.
Paistunturit sträcker sig 67 km i sydvästlig-nordostlig riktning. Den högsta toppen är Kuivi, 580 meter över havet.
Topografiskt ingår följande toppar i Paistunturit:
- Ailigas
- Ailigas
- Ailigasroavvi
- Akujävrkielas
- Akuvärri
- Earnavaarri
- Erdigvärri
- Eärnavodda
- Fiellukeädgeskeädgi
- Habmarastinoaivi
- Heäikavärri
- Jorbamauna
- Juokkoaivi
- Juovvaskäidi
- Kaamapatvärri
- Kaimioaivi
- Kalluvärri
- Kamaoaivi
- Karvinoaivi
- Kaskamuspiessvärri
- Kistuskäidi
- Kobmirdanoaivi
- Koddigvärri
- Kompuntshokka
- Koutoaivi
- Kuivi
- Kumperuottamvärri
- Kätkikielas
- Lassiroavvi
- Leikshakoaddioaivi
- Leämmashvärri
- Linkkinvärri
- Lisatshobma
- Loktajävroaivi
- Luomushoaivi
- Mjädeänvärri
- Morastshobma
- Moskuskäidi
- Niilasashvärri
- Nikkiranvođđa
- Nilbivarri
- Njartshabbirroavvi
- Njavgaroaivi
- Njiljokkmokkvärri
- Njoammilroavvi
- Nuvvusvarash
- Orushoaivi
- Paadushoaivi
- Paddaskäidi
- Paddaskäidi
- Padjasvärri
- Pakkeskäidi
- Paktivärri
- Passitshokka
- Pieggatshokka
- Piettarashoaivi
- Pirkkoaivi
- Pissutshuollamvärri
- Poddusroadja
- Pursatshokka
- Rashoaivi
- Rittätshobma
- Roavvioaivi
- Roavviskäidi
- Rodjanoaivi
- Rotluoaivi
- Ruottir
- Ruottirkielas
- Ruottirvodda
- Ruottirvoddaroavvi
- Rushohoalgi
- Savdsavärri
- Shoavvuntshobma
- Sidnukovoaivi
- Silbavärri
- Sjeidinjunis
- Skadjavärri
- Skierrifälis
- Skierrivođđa
- Smiltshoaivi
- Soljuntshobma
- Stuorrakeädgikielas
- Stuorramauna
- Stuorrapiessvärri
- Stuorraroadja
- Suoppkoaivi
- Torruvärri
- Tsheavriskielas
- Tshermuoaivi
- Tshielgivärri
- Tuolbanjavgoaivi
- Ullavarash
- Ulluroadja
- Urratshokka
- Utsaaittivarash
- Utsakuvarash
- Valdufälis
- Vallashvärri
- Vardoaivi
- Ältitshokka